# دان إليس
دان إليس (بالإنجليزية: Dan Ellis) مواليد 7 أكتوبر 1988 في ألبوري، هو دراج أسترالي في صنف سباق الدراجات على المضمار. شارك في دورة الألعاب الأولمبية الصيفية.

## الميداليات
| الميدالية | المسابقة                               |
| --------- | -------------------------------------- |
| برونزية   | بطولة العالم للدراجات على المضمار 2011 |

## روابط خارجية
- دان إليس على موقع الاتحاد الدولي للدراجات (الإنجليزية)
- دان إليس على موقع أرشيف الدراجات (الإنجليزية)
- دان إليس على موقع اللجنة الأولمبية الدولية (الإنجليزية)
- دان إليس على موقع أوليمبيديا (الإنجليزية)
- دان إليس على موقع اللجنة الأولمبية الأسترالية (الإنجليزية)
- دان إليس على موقع اتحاد ألعاب الكومنولث (مؤرشف) (الإنجليزية)
- Australian Olympic Committee profile نسخة محفوظة 22 يوليو 2008 على موقع واي باك مشين.